# Чортові голови
Чортові голови (чеськ. Čertovy hlavy) — пара 9-метрових кам'яних скульптур у селі Желізи Середньочеського краю Чехії. Створені в 1841—1846 роках чеським скульптором Вацлавом Леви.

## Композиція
Дві голови заввишки 9 м вирізьблені з пісковикової скелі, розташованої в сосновому лісі. Приблизно за 1 км на південь розташований інший твір Вацлава Леви — барельєфи біля входу до штучної печери Клацелка.
Одна з голів має відкритий рот, інша — вишкірені зуби. В обох великі, глибоко розташовані очі.

## Історія
Чортові голови вирізьбив зі скелі скульптор Вацлав Леви у 1841—1846 роках, паралельно працюючи над оздобленням печери Клацелка в 1845 році. Скульптор користувався лише сокирою та невеликою киркою. У місцях, де пісковик міцніший, він, ймовірно, використовував зубило та молоток. На той час Леви мав обмаль досвіду, тому вибрав погане місце — пісковик перемежований з шарами каоліну, що призвело до швидкого руйнування Чортових голів.
Скульптури пошкоджені погодними умовами та особливо відвідувачами пам'ятки під час лазіння по ній. У 2011 році власник території вирубав сосновий ліс перед головами, завдяки чому вони стали помітніші.

## Галерея

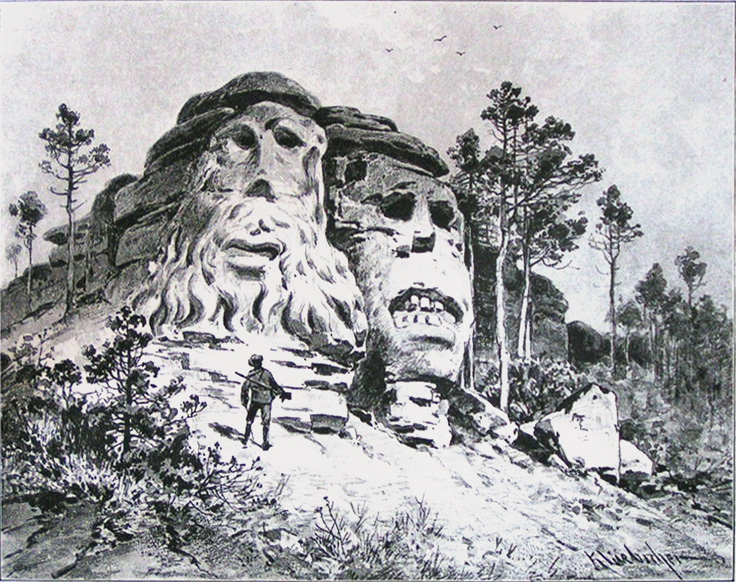
На малюнку Карела Лібшера
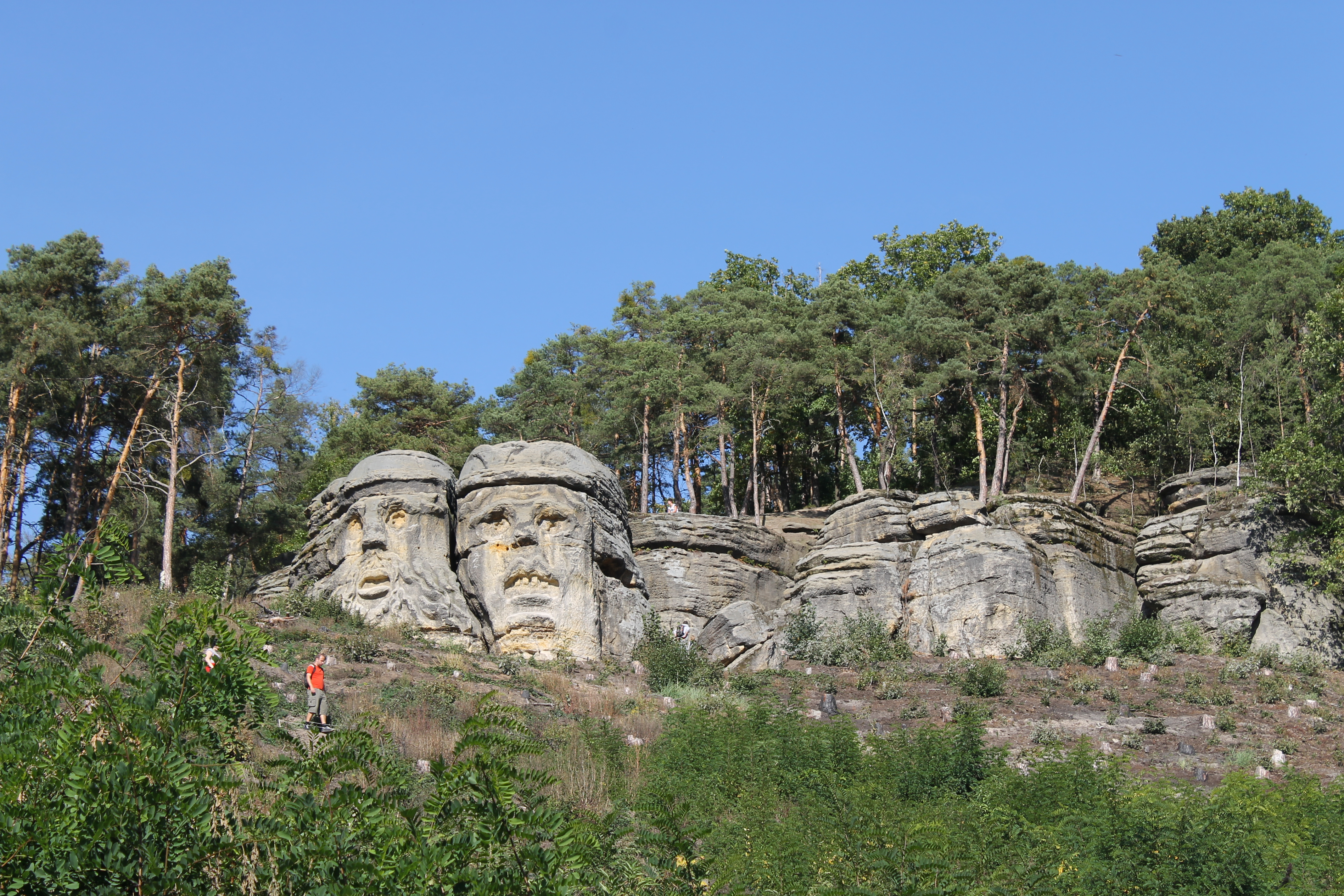
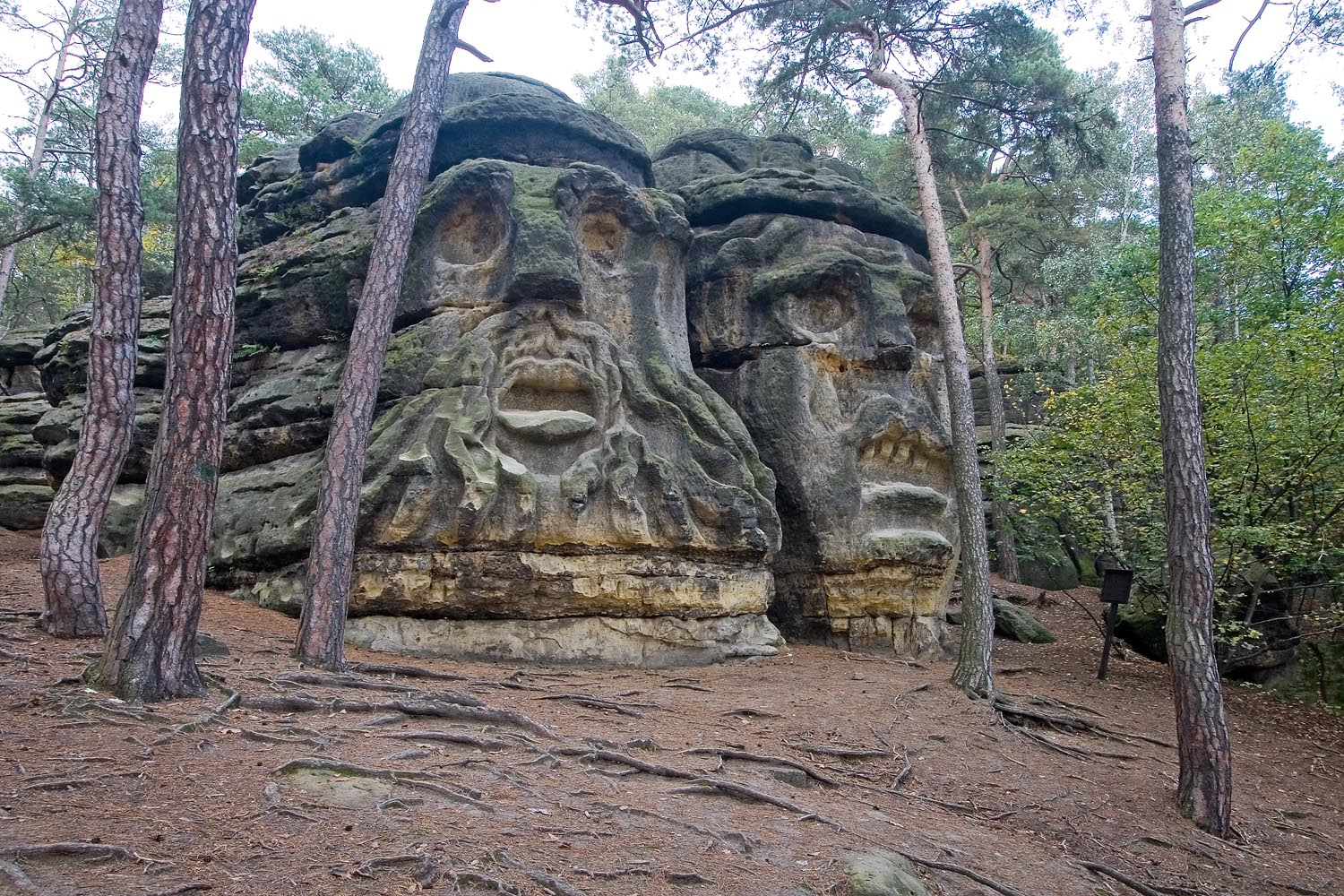
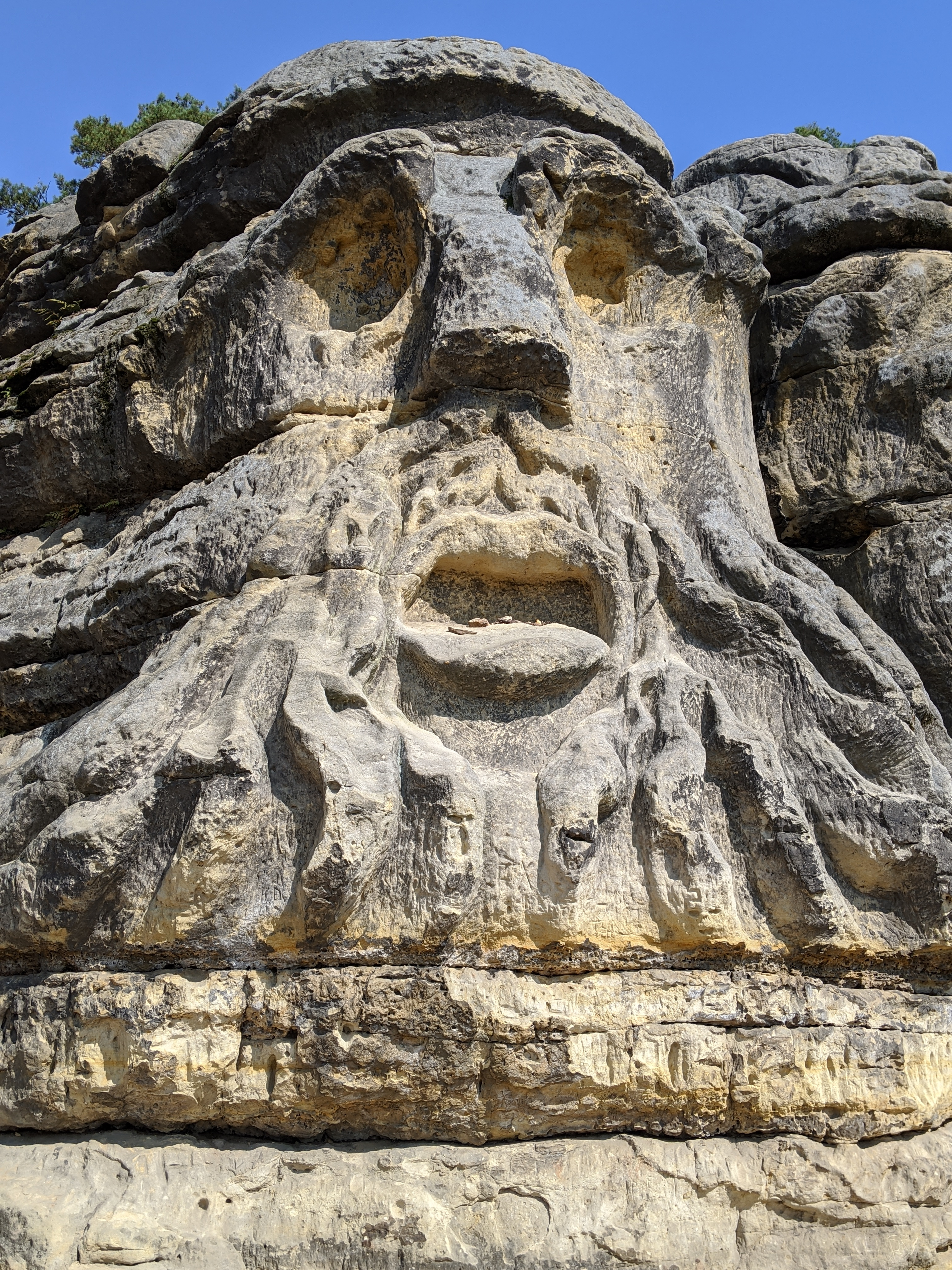
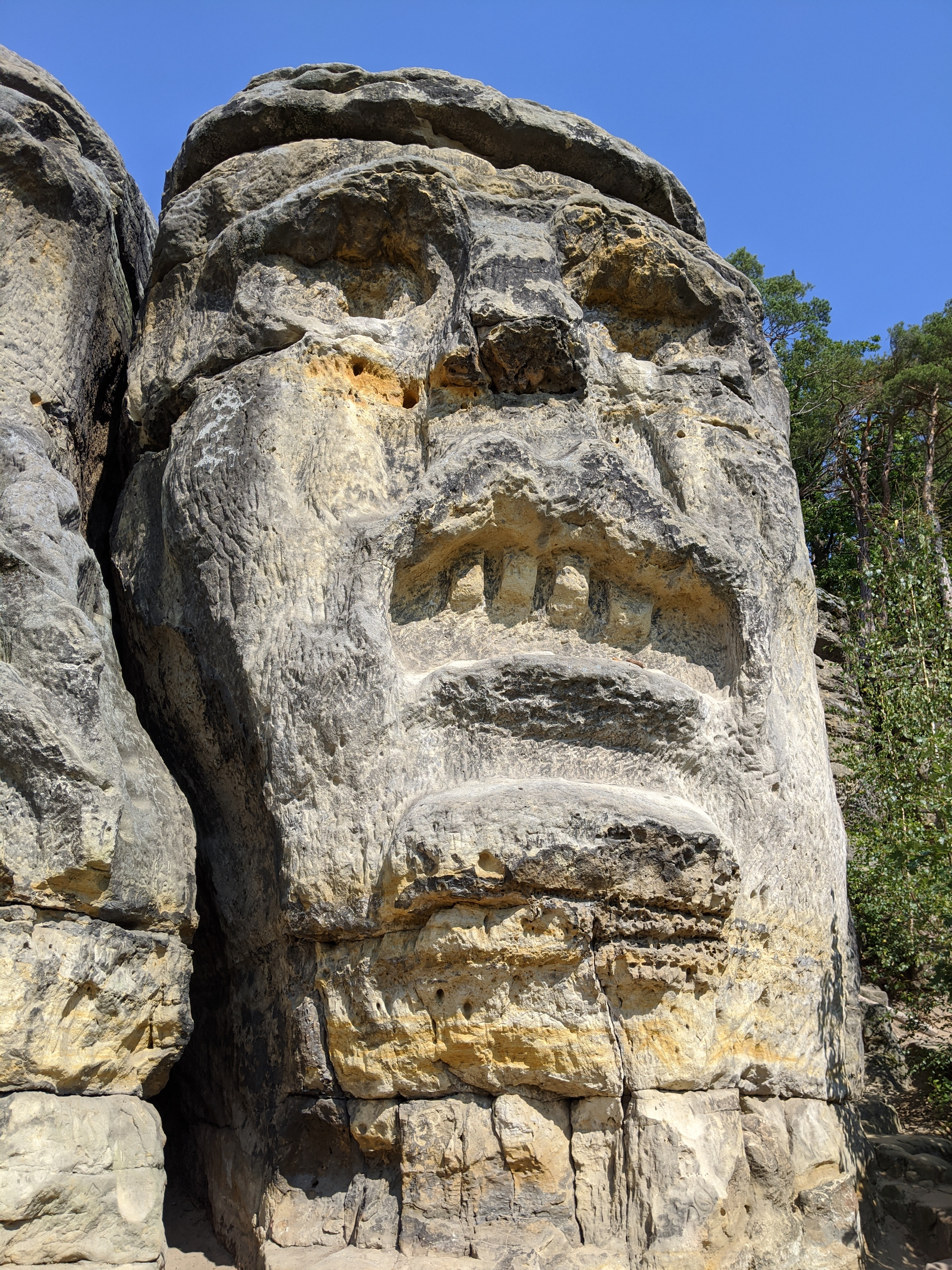
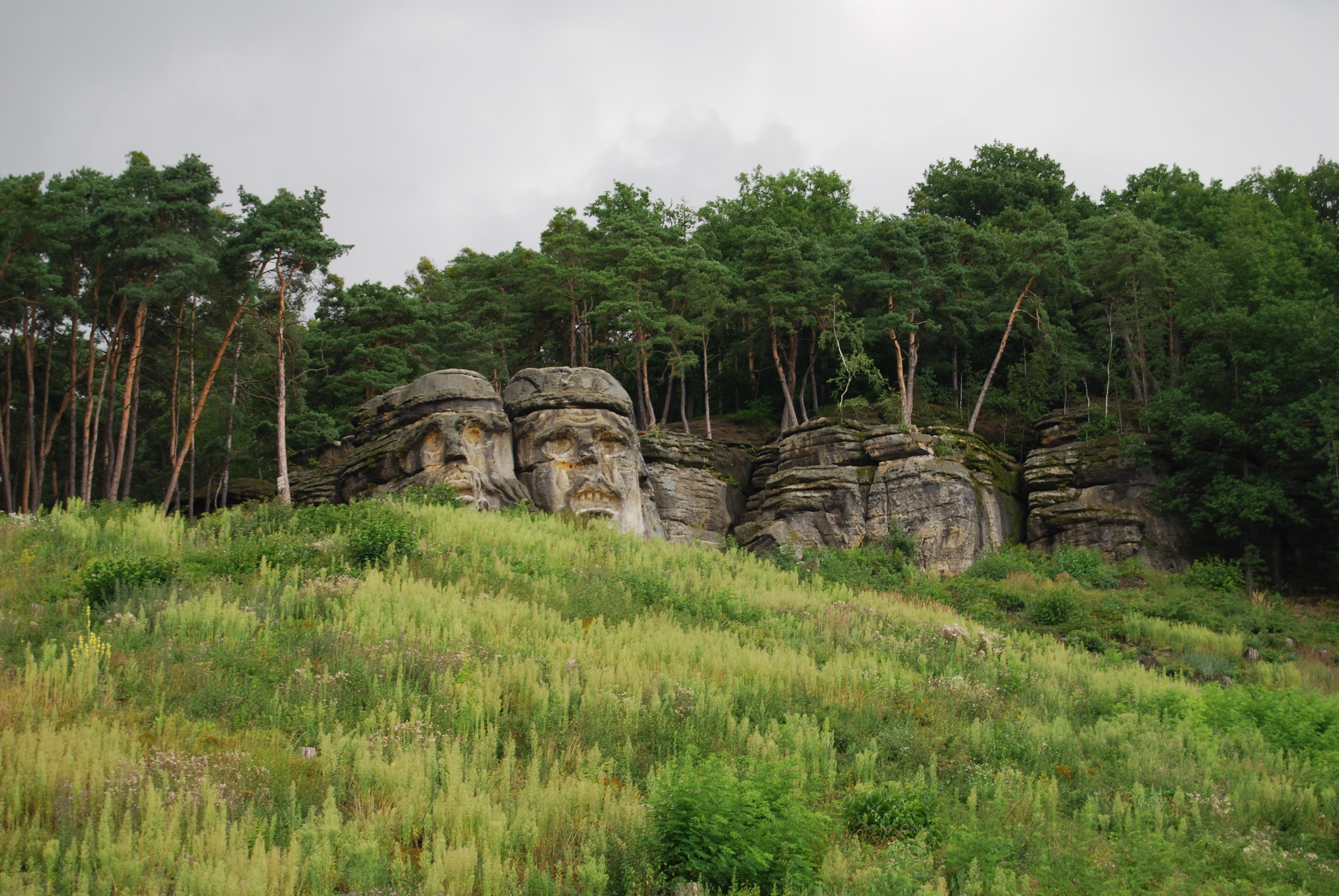